# Casa consistorial de Jaén
La Casa consistorial de la ciudad de Jaén (España) es la actual sede del ayuntamiento de Jaén. También conocida como Palacio Municipal, constituye una de las muestras más notables de la arquitectura contemporánea en la ciudad.

## Historia
Desde mediados del siglo XIX hubo en Jaén el deseo de instalar el Ayuntamiento en edificio propio y dotado de cierta majestuosidad arquitectónica. Perdidas las viejas Casas Consistoriales, se optó como solución habilitar el colindante palacio de Montemar. Pero este hecho no acabó con el problema, ya que el palacio era muy viejo y sus destartaladas dependencias no eran apropiadas para acoger las oficinas municipales. En 1895 a raíz de una campaña en la prensa local se logró convocar un concurso de proyectos para edificar un nuevo ayuntamiento en el solar que dejaría el citado palacio. Se escogió el proyecto de Joaquín Saldaña e Ignacio Aldama, siendo este informado favorablemente por la Real Academia de Bellas Artes. Tras demoler el edificio la escasez de presupuesto provocó que durante años permaneciera en estado de solar, hasta que en junio de 1901, siendo alcalde Alberto Cancio Uribe, se adjudicó la subasta para su construcción por un importe de 244 643,37 pesetas. 
El resultado no fue del agrado de la ciudadanía y pronto se realizó una reforma de la fachada (1918-1922) por parte del arquitecto municipal Agustín Eyres. El resultado fue un edificio con cierto aire modernista afrancesado con algunos toques de trazas regionalistas. Esta reforma tampoco gustó, se llegó a calificar popularmente al edificio como «Estación de ferrocarril francés». La fachada no se adecuaba al equilibrio renacentista de la imponente catedral frente a la que se encontraba, ni emparejaba con la austeridad del Palacio episcopal, el otro edificio que configuraba la plaza. La polémica sobre el edificio duró muchos años, provocada fundamentalmente por la falta de caudales en las arcas municipales. Hasta que en 1949 se decidió realizar una nueva reforma que afectó esencialmente a la fachada, dotándola de mayor empaque y suprimiendo ese aire de «estación de tren». De ello se encargó el arquitecto municipal Antonio María Sánchez, siendo el resultado la fachada actual.
|                                             |
| Vista del desaparecido palacio de Montemar. |

|                                       |
| Vista de la fachada de Agustín Eyres. |

|                                              |
| Vista del edificio de Antonio María Sánchez. |

## Edificio
El edificio, inspirado en el palacio de la Diputación, se presenta en la fachada con cuerpo central resaltado, formado por tres vanos adintelados en la planta baja y tres arcos ante el balcón principal, en el plano noble, rematándose en un pequeño hastial para el reloj. Las dos alas laterales, a menos altura, presentan dos vanos por planta, adintelados, con gruesos motivos geométricos sobre el dintel, bellas acróteras sobre las buhardillas, y motivos de palmas orientales. 
Al final de la década de los cuarenta se modificó el edificio, según proyecto del arquitecto Antonio María Sánchez. En la modificación, que consistió esencialmente en añadir una planta a la fachada principal conservando gran parte de la primitiva; se aprovechó el vestíbulo; la escalera, en la que se advierte cierto acento colonial, y el Salón de Sesiones, que ha conservado hasta hace poco una decoración de gruesas molduras de yeserías con motivos clásicos de principios del siglo en vanos y techo. 
Una reforma reciente ha modificado sustancialmente la decoración del Salón de Sesiones y el techo de la escalera. 